# Cirroteuthis muelleri
Cirroteuthis muelleri — вид глибоководних восьминогів родини Cirroteuthidae.

## Поширення
Вид поширений арктичних та антарктичних морях на значній глибині. Спостерігався в Арктичному океані, на півночі Атлантичного та Тихого океанів, біля берегів Нової Зеландії. Досить поширений у морях навколо Гренландії.

## Опис

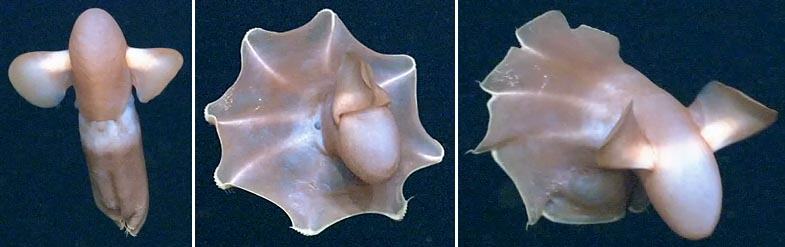
C. muelleri під час руху

Найбільший представник підряду Cirrina — сягає 1,5 м завдовжки. Тіло блідо-пурпурового забарвлення, внутрішня сторона щупалець та мантії фіолетова. Очі великі та добре розвинені. Дзьоб тонкий та слабкий. Щупальця майже однакові по довжині, з'єднані між собою перетинкою. З боків голови росте пара досить великих плавців.

## Спосіб життя
Бентопелагічний вид, плаває над морським дном на глибині 700 — 4500 м. На таку глибину практично не проникає світло, а температура води становить близько 4 °C. Живиться дрібними ракоподібними.